# 项链蟹守螺
项链蟹守螺（学名：Clypeomorus monifera），是中腹足目蟹守螺科Clypeomorus属的一种。主要分布于印度尼西亚、台湾，常栖息于礁石海岸的潮间带。